# Uclesia simyrae
Uclesia simyrae là một loài ruồi trong họ Tachinidae.